# Auliscomys pictus
Auliscomys pictus е вид бозайник от семейство Хомякови (Cricetidae).

## Разпространение
Видът е разпространен в Боливия и Перу.